# Crimson Moonlight
A Crimson Moonlight svéd keresztény black metal zenekar. Szövegeik témái az ortodox kereszténység és a teológia.  A nevük szó szerint „bíbor holdfényt” jelent, de a tagok egy interjúban elmondták, hogy a nevet az apokalipszis témája ihlette a Jelenések Könyvéből, amely szerint a nap elsötétül és a hold vérré válik Jézus érkezése előtt.

## Története
1997-ben alakultak Jönköpingben. Az eredeti felállás az "Obsecration" nevű svéd thrash/death metal együttes tagjaiból állt. Szándékuk az volt, hogy kiadjanak egy klasszikus, nyers stílusú black metal demót, és egy koncert után feloszlanak. Ennek ellenére megmaradtak és több albumot is megjelentettek. Az első demójukon és koncertlemezükön még a hagyományos black metal stílusban játszottak, az ezt követő EP-jükön és első nagylemezükön a szimfonikus black metal stílusra tértek át, a későbbi lemezeiken pedig death metalt és black metalt játszanak. Az eredeti felállás a következő volt: 
- Simon Rosén - ének

- Gustav Ellowson - dob

- Petter Stenmarker - gitár és billentyűk

- Jonathan Jansson - gitár

- Simon Lindh - basszusgitár

Ebben a felállásban alakultak meg 1997 nyarán.  Első kiadványuk az 1997-es „The Glorification of the Master of Light” című demó volt, ezt követte egy 1998-as koncertalbum, amely a „Glorification of the Master of Light Live” címet viselte. 1999-ben "Eternal Emperor" néven egy EP-t is megjelentettek. Ezt az EP-t már szimfonikus black metal hangzás jellemzi, a korábbi „sima” black metal helyett. Ez az anyag előrevetítette későbbi hangzásvilágukat is. 2003-ban leszerződtek egy kicsi, helyi lemezkiadóhoz, a Rivel Recordshoz. Jansson és Lindh ekkoriban hagyták el a zenekart. Helyükre Hubertus Liljegren került a Sanctificából, Per Sundberggel egyetemben. Ők lettek a Crimson Moonlight új gitárosai. Első nagylemezük 2003-ban jelent meg, „The Covenant Process” címmel. Ezen a lemezen az Eternal Emperor EP-hez hasonlóan szimfonikus, dallamos black metal volt hallható. Az album reklámozása érdekében turnéztak is. 2004-ben második nagylemezük is piacra került. Itt elhagyták a szimfonikus black metal hangzást, és grindcore/brutális death metal stílusban játszottak. Ebben az időben Jani Stefanovic (Divinefire, Renascent) játszott a Crimson Moonlighttal, aki jelentős szerepet játszott az album hangzásvilágának kialakításában. Ekkor megint turnézni kezdtek, hogy népszerűsítsék az albumot. Ezt követően Hubertus Liljegren és Jani Stefanovic kiléptek a zenekarból, Erik Tordsson basszusgitáros szintén elhagyta az együttest. (Tordsson 2004-től 2006-ig szerepelt a Crimson Moonlightban.) 
2006-ban lejárt a szerződésük a Rivel Recordsszal, ezért új lemezkiadó után néztek. Végül az Endtime Productions kiadót találták meg 2006 júniusában. Az első kiadványuk az új kiadónál egy 2007-es EP volt, amely folytatta a death/black metal stílust. Az EP két új dalt és egy demó felvételt is tartalmazott. A lemez 2007. február 1-jén jelent meg. 2014-ben megjelentettek egy kislemezt, amely a 2016-os új nagylemezükön is megtalálható. A Crimson Moonlight 2018 decemberig  utolsó nagylemeze 2016. február 26-án jelent meg, az Endtime Productions gondozásában. 2018-ban az együttes Instagram profilján bejelentette, hogy új albumon dolgoznak.

## Tagok
- Gustav Ellowson (Gurra) - dob (1997-)
- Simon Rósen (Pilgrim) - ének (1997-)
- Per Sundberg - gitár (2002-), basszusgitár, szintetizátor (2011-)
- Johan Ylenstrand - basszusgitár (2006-2009, 2011-)

## Korábbi tagok
- Per Sundström - gitár
- Simon Lindh - basszusgitár (1997-1999)
- Jonathan Johansson (Steele)- gitár (1997-2000)
- Petter Stenmarker - gitár, billentyűk (1997-2003)
- Alexander Orest - billentyűk (1997-2001)
- David Seiving - basszusgitár (1999-2002)
- Samuel Lundström - gitár (2001-2002)
- Hubertus Liljegren - gitár, basszusgitár (2002-2006)
- Petter Edin - billentyűk (2002-2003)
- Erik Tordsson - basszusgitár, gitár (2004-2006)
- Jani Stefanovic - gitár (2004-2006)
- Joakim Malmborg - gitár (2006-2009)

## Diszkográfia
- The Glorification of the Master of Light (demó, 1997)
- Glorification of the Master of Light Live (koncertalbum, 1998)
- Eternal Emperor (EP, 1999)
- The Covenant Progress (stúdióalbum, 2003)
- Songs from the Archives (válogatáslemez, 2003)
- Veil of Remembrance (stúdióalbum, 2004)
- In Depths of Dreams Unconscious (EP, 2007)
- The Suffering (kislemez, 2014)
- Divine Darkness (stúdióalbum, 2016)[1][4]